# الحق في إصلاح الإلكترونيات

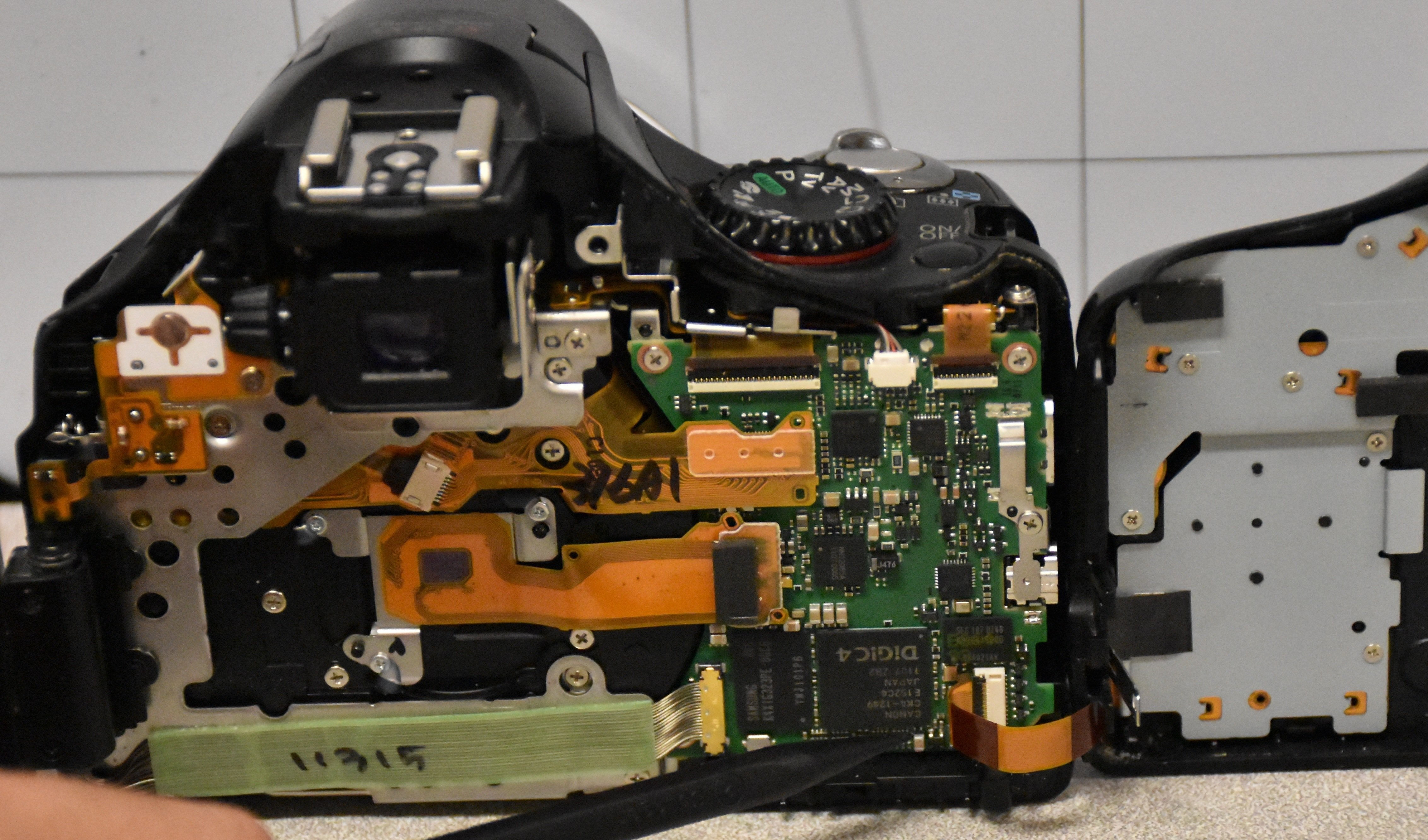
جهاز الكتروني يحتاج لصيانة

يشير الحق في إصلاح الإلكترونيات إلى تشريع حكومي أمريكي قادم يهدف إلى السماح للمستهلكين بالحق وامكانية إصلاح الأجهزة الإلكترونية الاستهلاكية الخاصة بهم دون قيود من المصنعين وتسهيل ذلك بتمكين وبتوفير سبل غير متلفة لتفكيك المنتج ومخططات الصيانة وقطع الغيار الاصلية، بدلا من تتعمد الشركة المصنِّعة على حصر صيانة هذه الأجهزة والخدمات من طرفها فقط ولمدة محدودة أو يتم إبطال المنتج كليا أو تضرره أو فقده لمزايا حتي مع استخدام قطع مرخصة من الشركة الام. وتقوم الشركات متعمدة بمنع السبل لصيانة أجهزتها سواء بطرق فيزيائية كلصق المكونات بالغراء أو تصنيعها من مواد أكثر هشاشة أو المنع بطرق برمجية تستلزم تصريح من المُصنع وذلك للحد من تأثير صيانة الاجهزة القديمة على مبيعات الشركة المستقبلية.

## التاريخ

### خلفية
بدأ مفهوم الحق في الإصلاح بشكل عام من الولايات المتحدة. وفي مجال صناعة السيارات، مررت ولاية ماساتشوستس قانون حق الولايات المتحدة الأول في إصلاح السيارات لعام 2012، والذي تطلب من شركات تصنيع السيارات توفير الوثائق والمعلومات اللازمة للسماح لأي شخص بإصلاح سياراته. في حين لم يتم تمريره على المستوى الفيدرالي، ذلك وقد وقعت منظمات تجارة السيارات الرئيسية مذكرة للموافقة على الالتزام بقانون ماساتشوستس في جميع الولايات الخمسين التي تبدأ في عام 2018 للسيارات.

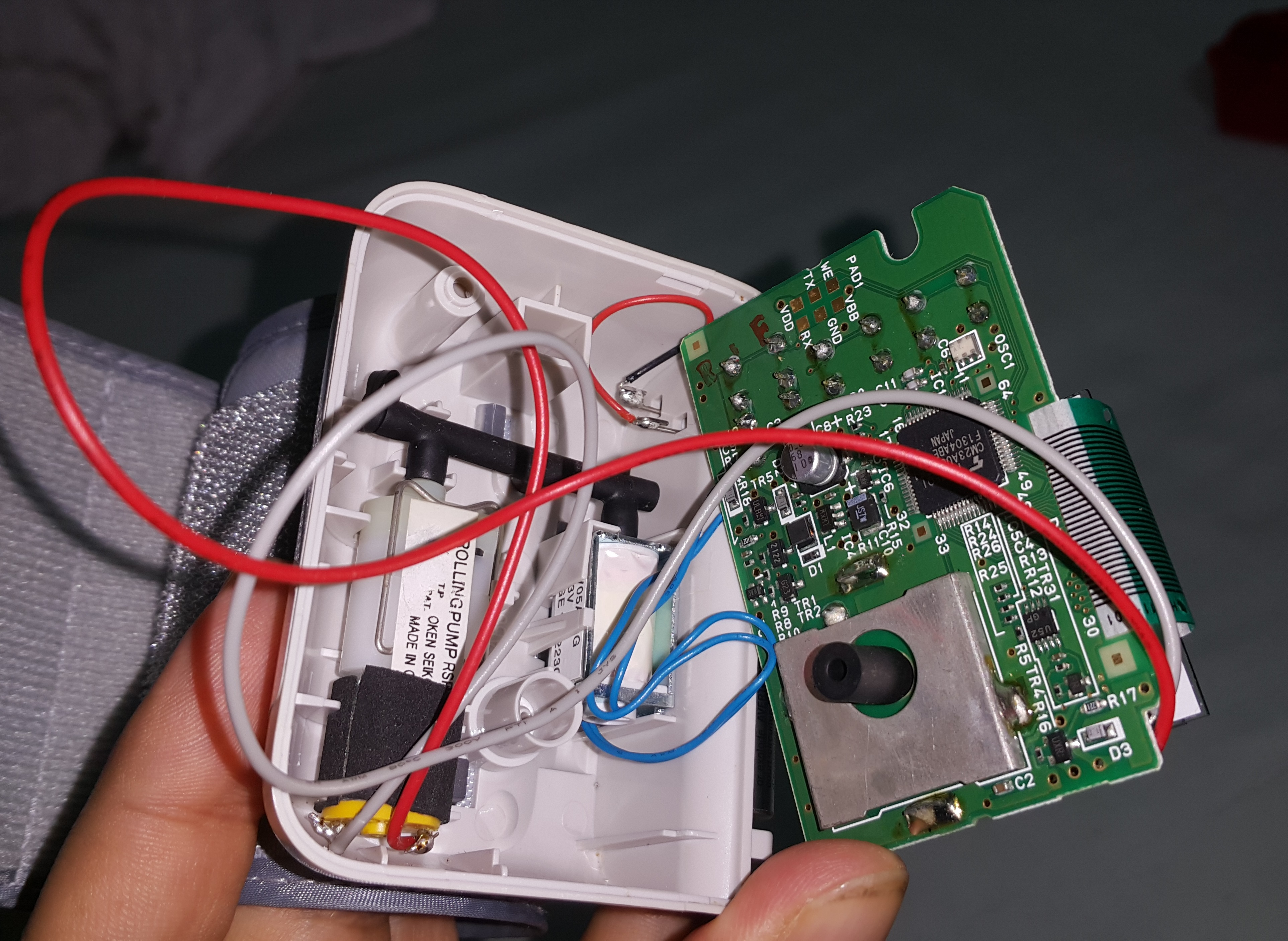
جهاز الكتروني لايعمل

### محاولة التشريع
مستوحاة من هذا النهج، تم تأسيس تحالف الحق في الإصلاح الرقمي في عام 2013 ليحمل نفس المبادئ على الإلكترونيات، وفي وقت لاحق قام بتغيير لقبه إلى جمعية الإصلاح (RA). مع ازدياد تعقيد الأجهزة الإلكترونية الاستهلاكية بشكل متزايد مع ميزات الأجهزة والبرمجيات الرقمية، أقام العديد من مصنعي الإلكترونيات أنظمة حيث تكون الوسيلة الوحيدة لإصلاح جهاز أو الحصول على قطع الغيار من خلال أحد البائعين المعتمدين أو الشركة المصنعة للمعدات الأصلية (OEM)؛ على سبيل المثال، تقدم شركة آبل شريط جينيّس الخاص بها لخدمة ودعم أجهزة الكمبيوتر والهواتف الخاصة بها. تدعي الشركات أن هذا هو في المقام الأول تقييد الإفراج عن الأسرار التجارية والملكية الفكرية الأخرى (أي شكل من أشكال التأمين الداخلي)، مثل مخططات الجهاز؛ وعلاوة على ذلك، تدعي الشركات أيضًا أن طرفًا ثالثًا أو «معدل غير مرخص» بالمعلومات المذكورة سيكون قادرًا على عكس هندسة المكونات الرئيسية وربما تقديمها بسعر أقل للمستهلكين مما يسمح بمذيد من المنتجات المعيبة والغير صالحة. تؤكد معارضة هذه الادعاءات أن هذا من شأنه أن يضر الأسواق لمكونات الاستبدال. لكن تخشى الشركات من أن مثل هذه الشركات الغير مرخصة يمكن أن تضر بالمعدات المباعة فيها إذا لم تستوف جميع المواصفات. ومع ذلك، فقد تم انتقاد هذه الممارسة بشكل عام لأنها تمنع أي نوع من المنافسة الخارجية من خدمة هذه الأجهزة، وتحد من الشركات المصنعة الأخرى من توفير الأجزاء المتوافقة التي قد تقدم فائدة أكبر للمستهلكين (مثل عمليات التصنيع الصديقة للبيئة)، ويمكن ومن شأن إعادة تدوير السلع الإلكترونية القديمة أن تكون غير فعالة أو مستحيلة بدون هذه المعلومات. كما تمكنت الشركات المصنعة من النجاح في استخدام تشريعات مثل قانون الألفية الرقمية لحقوق النشر (DMCA) لمنع المستهلكين من التلاعب بأجهزتهم من خلال الردع القانوني. وقد جادل البعض بأن هذا النهج التقييدي من قبل الشركات المصنعة يخلق تقادمًا مخططًا للمنتجات الاستهلاكية، مما يجبر المستهلكين على ترقية أجهزتهم وضمان عائدات الشركات المصنعة. وقد رأت جمعية الإصلاح - التي تمثل كل من متاجر الإصلاح والمستهلكين - الحاجة لحماية المستهلكين. حقوق بضائعهم المشتراة هنا. كانت إحدى أولى الأنشطة التي قامت بها جمعية الإصلاح هي المساعدة في الترويج لقانون عدم اختيار المستهلك والمنافسة اللاسلكية في عام 2014، والذي ألغى قرارًا أصدره مكتب حقوق الطبع والنشر بالولايات المتحدة والذي منع المستهلكين من فتح هواتفهم الخلوية.
عملت جمعية الإصلاح مع أربع ولايات، ولاية ساوث داكوتا ونيويورك ومينيسوتا وماساتشوستس لإدخال قوانين «الحق في الإصلاح» في تلك الولايات بين عامي 2014 و 2016، والتي تتطلب من الشركات المصنعة للمعدات الأصلية توفير المعلومات والوثائق المطلوبة للمستهلكين والثالث محلات إصلاح الحفلات لإصلاح منتجاتها. في حين قدمت نيويورك مشروع قانونها في فبراير 2015، إلا أنها لم تشهد تقدمًا كبيرًا بحلول الشهر الماضي كان معروضًا للنظر في مجلس الشيوخ في ولاية نيويورك وفشلت في تمريره. وقد تم اكتشاف أن أبل قد ضغطت على مشروع القانون. وقد سعت الشركة بالمثل لوقف مشروع قانون ماساتشوستس.

### حركة «الحق في الإصلاح»
شركات مثل أبل تحديدا كانت تقاتل هذه التشريعات في منتصف عام 2016 حيث بدأت حركة «الحق في الإصلاح» بالنمو، بقيادة جمعية الإصلاح. والتي اكتسبت الحركة دفعة من قطاع الزراعة، حيث وجد العديد من المزارعين أنهم لا يستطيعون إصلاح جراراتهم الخاصة أو المعدات الزراعية الأخرى التي يتم شراؤها من شركات مثل جون دير بشكل قانوني دون استخدام خدمات الإصلاح الخاصة بالشركة المصنّعة مقابل تكلفة باهظة بالنسبة لهم. وضغط الاتحاد الأمريكي لمزرعة المزارع لتوفير الإعفاءات اللازمة لـ DCMA للسماح للمزارعين بإصلاح معداتهم الخاصة. واصلت جمعية الإصلاح الضغط من أجل مشاريع قوانين الولاية في العديد من الولايات خاصة في الغرب الأوسط لمنح المستهلكين الحق في إصلاح معداتهم. ضغطت شركات مثل Apple و John Deere و AT & T ضد هذه الفواتير، وخلقت عددًا من «المنافسين الغريبين» من قطاعات التكنولوجيا الفائقة والزراعية على جانبي المشكلة، وفقًا لـ Time.
في أواخر عام 2017، اكتشف مستخدمو طرازات Iphone القديمة من شركة Apple دليلًا على التحديثات الأخيرة لنظام تشغيل الهاتف، وكان نظام iOS يحد من سرعة الهاتف. وقد ردت شركة أبل في البداية على أن الهدف من البرنامج هو منع بيع النماذج القديمة من بطاريات أيونات الليثيوم لتجنب الإغلاق غير المتوقع للهاتف. وقد افصح العديد من المدونين على المدونات الشخصية ان أبل كانت تعمد إبطاء هواتفهم لجعل المستخدمين يقومون بترقية هواتفهم. واستجابة لذلك، سمحت شركة Apple للمستخدمين بالتحكم في ميزة اختناق البطارية (تعطيل الميزة والسماح للهاتف بالتوقف عن التحميل، أو السماح للعمل على النحو المنشود) في تحديث iOS. وللحصول على خدمة لاستبدال البطاريات في الهواتف خارج الضمان بتكلفة مخفضة للخدمة (29 دولارًا أمريكيًا مقابل 79 دولارًا أمريكيًا). ومع ذلك، أشارت حركة «الحق في الإصلاح» إلى أنه كان من الممكن التعامل مع مثل هذا السيناريو إذا سمحت شركة  Apple للمستهلكين من البداية بشراء بطاريات تابعة لجهة خارجية وامتلاك التعليمات لاستبدالها بتكلفة أقل للمستهلك.
منتصف يناير 2018. انضمت ولاية كاليفورنيا مع مشروع قانون الولاية الخاص بها الذي تم تقديمه في مارس. ردا على ذلك، بحلول فبراير عام 2018، وافقت رابطة مصنعي المعدات ورابطة تجار الأجهزة، التي تمثل معظم الشركات المصنعة للمعدات الزراعية الرئيسية، على مذكرة مماثلة مثل صناعة السيارات لتوفير معلومات شاملة لمعدات الزراعة الخاصة بهم للمستخدمين حسب طراز العام 2021.
في أبريل 2018، أرسلت لجنة التجارة الفيدرالية إشعارًا لست شركات لصناعة السيارات والالكترونيات الاستهلاكية ومصنعي أجهزة ألعاب الفيديو، تم الكشف عنها في وقت لاحق من خلال طلب قانون حرية المعلومات ليصبح هيونداي وآسوس وHTC ومايكروسوفت وسوني ونينتندو، ممارسات الضمان قد تنتهك قانون الضمان Magnuson-Moss. حددت لجنة التجارة الفيدرالية على وجه التحديد أن إبلاغ المستهلكين بأن هذه الضمانات يتم إلغاءها إذا قاموا بكسر ملصق الضمان أو ختم على تغليف الوحدة، أو استخدام قطع الغيار الخاصة بطرف ثالث، أو استخدام خدمات الإصلاح الخاصة بطرف ثالث هي ممارسة خادعة، حيث أن هذه الشروط صالحة فقط إذا توفر الشركة المصنعة خدمة الضمان مجانا أو قطع الغيار. صدر كل من سوني ونينتندو بيانات الضمان المحدثة بعد هذا الإشعار.
في أبريل 2018، أصدرت مجموعة أبحاث المصلحة العامة الأمريكية بيانًا يدافع فيه عن إريك لوندجرين بسبب حكمه لإنشاء «أقراص استعادة» لإطالة عمر أجهزة الكمبيوتر.
في أكتوبر 2021 سيجتمع مدير ابل التنفيذي تيم كوك مع مفوض المنافسة في المفوضية الأوروبية مارغريت فيستاجر لبحث موقف الشركة من تبني موصل منفذ اايو اس بي تايب سي كمنفذ موحد لجميع الاجهزة الالكترونية والهواتف المحمولة.